# Championnat du Turkménistan de football 1995
Navigation
Saison 1994 Saison 1996
La saison 1995 du Championnat du Turkménistan de football est la quatrième édition de la première division au Turkménistan. La compétition rassemble les douze meilleurs clubs du pays et se déroule en deux phases. Lors de la première, les clubs sont regroupés au sein d'une poule unique et s'affrontent deux fois, à domicile et à l'extérieur. À l'issue de cette phase, les six premiers jouent la poule pour le titre et les six derniers la poule de relégation.
C'est le club de Köpetdag Achgabat, triple tenant du titre, qui remporte à nouveau la compétition cette saison après avoir terminé en tête du classement final, avec cinq points d'avance sur Nisa Achgabat et vingt-trois sur Nebitçi Nebitdag. C'est le quatrième titre de champion du Turkménistan de l'histoire du club, qui manque le doublé en s'inclinant en finale de la Coupe du Turkménistan face à Turan Dashoguz.

## Les clubs participants
| - Köpetdag Achgabat - Nebitçi Nebitdag - Merw Mary - Sport Buzmeyin - FK Babadayhan - UORT Achgabat - Promu de D2 | - Khlopkovik Tchardjou - Nisa Achgabat - Vass Dashoguz - Promu de D2 - Lebap Tchardjou - Şagadam Türkmenbaşy - Turan Dashoguz |

## Compétition
Le barème de points servant à établir le classement se décompose ainsi :
- Victoire : 3 points
- Match nul : 1 point
- Défaite : 0 point

### Deuxième phase

#### Poule pour le titre
| Rang | Équipe             | Pts | J  | G  | N | P  | Bp  | Bc | Diff |
| ---- | ------------------ | --- | -- | -- | - | -- | --- | -- | ---- |
| 1    | Köpetdag AchgabatT | 84  | 32 | 27 | 3 | 2  | 116 | 15 | +101 |
| 2    | Nisa Achgabat      | 79  | 32 | 25 | 4 | 3  | 106 | 31 | +75  |
| 3    | Nebitçi Nebitdag   | 61  | 32 | 19 | 4 | 9  | 87  | 44 | +43  |
| 4    | Turan DashoguzC    | 56  | 32 | 17 | 5 | 10 | 49  | 32 | +17  |
| 5    | Merw Mary          | 47  | 32 | 14 | 5 | 13 | 50  | 51 | -1   |
| 6    | Sport Buzmeyin     | 40  | 32 | 12 | 4 | 16 | 38  | 45 | -7   |

|  | Qualification pour la Coupe d'Asie des clubs champions 1996-1997                   |
|  | Qualification pour la Coupe des Coupes 1996-1997                                   |
|  | T : Tenant du titre C : Vainqueur de la Coupe du Turkménistan P : Club promu de D2 |

## Bilan de la saison
| Championnat du Turkménistan de football 1995                             |                              |
| Champion                                                                 | Köpetdag Achgabat (4e titre) |
| Coupes et trophées                                                       |                              |
| Vainqueur de la Coupe du Turkménistan 1995                               | Turan Dashoguz               |
| Qualifications continentales                                             |                              |
| Coupe d'Asie des clubs champions 1996-1997                               | Köpetdag Achgabat            |
| Coupe des Coupes 1996-1997                                               | Turan Dashoguz               |
| Promotions et relégations                                                |                              |
| Promus en Yokary Liga                                                    | Inconnus                     |
| Relégués en Championnat du Turkménistan de football de deuxième division | Inconnus                     |